# Valdemar Borovskij
Valdemar Borovskij (Vilnius, 2 maggio 1984) è un ex calciatore lituano, di ruolo difensore.